# Андреа ді Бартоло

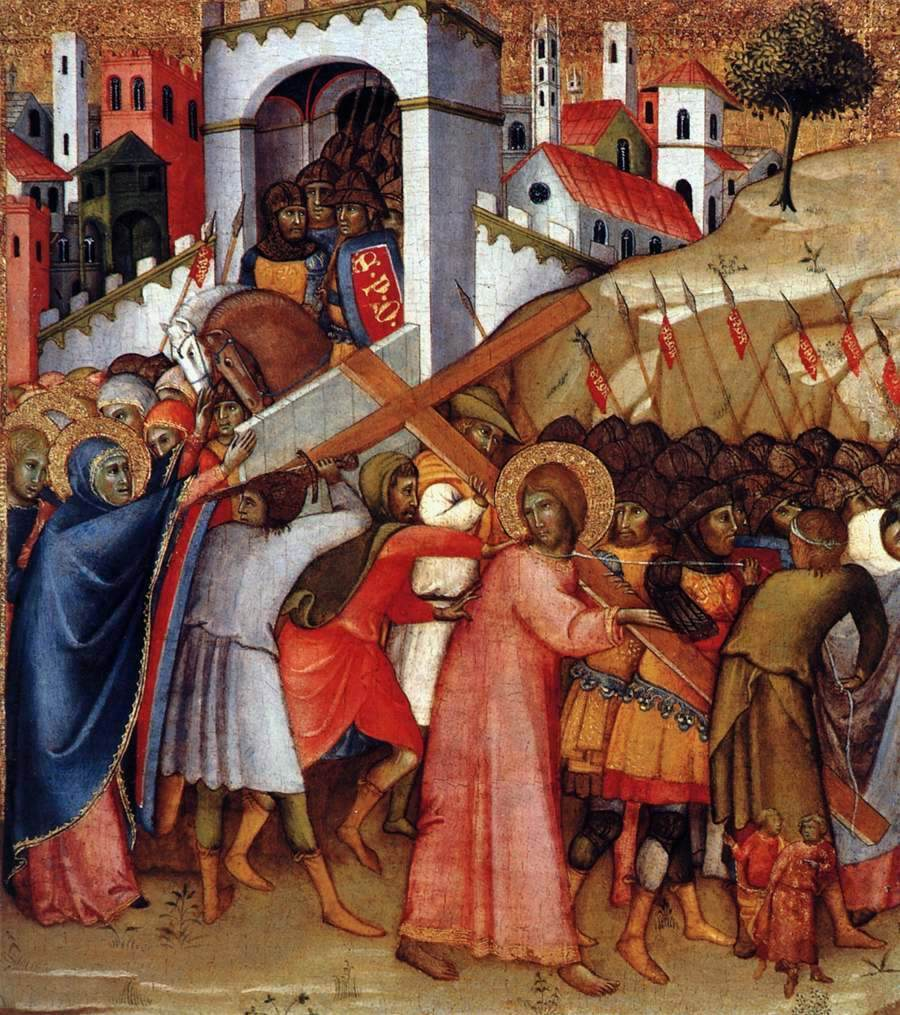
Христос по дорозі на Голгофу, 1415-20. Темпера по дереву, 55 x 49 см. Fundación Colección Thyssen-Bornemisza, Pedralbes

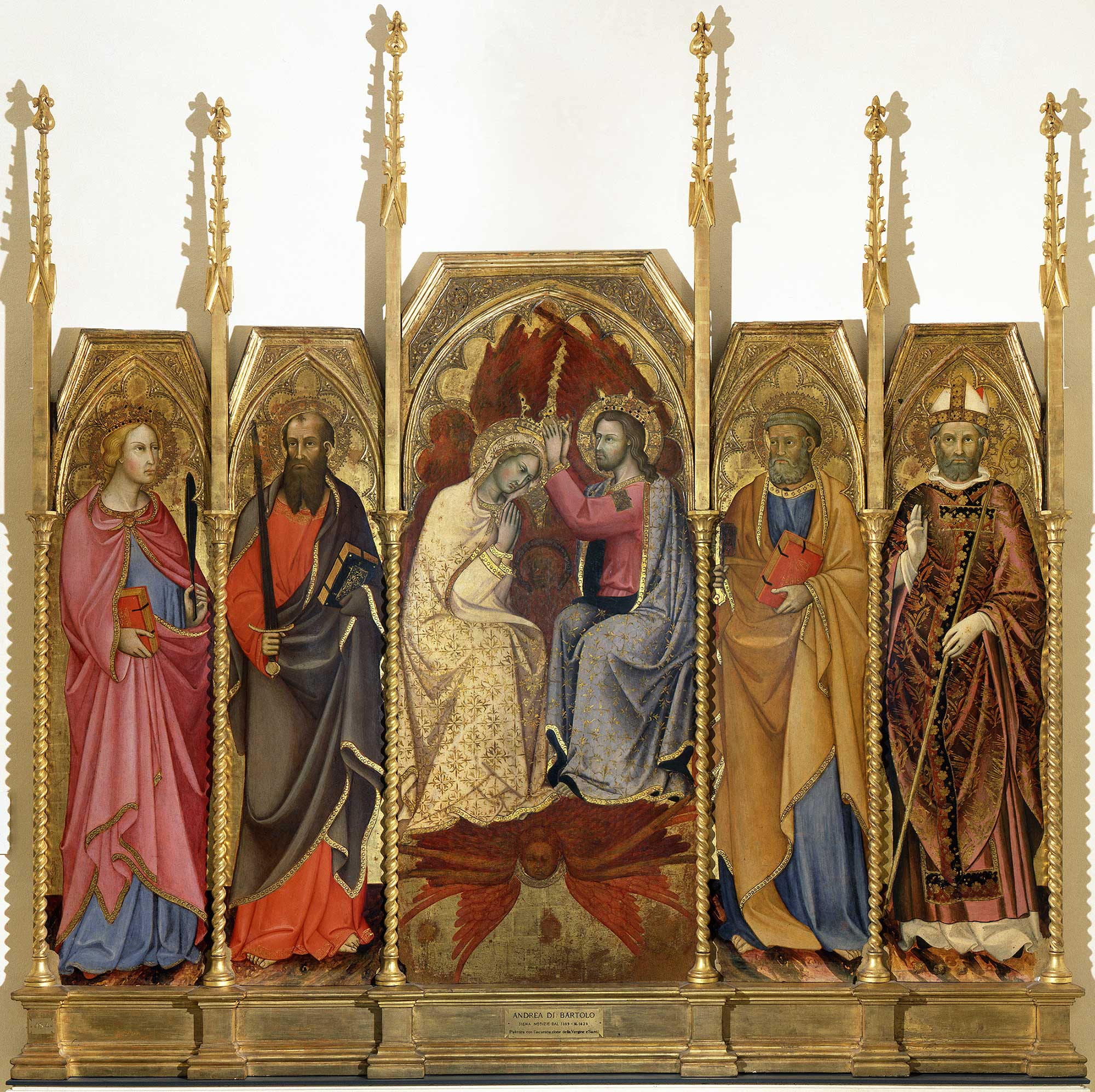
Коронування Богоматері

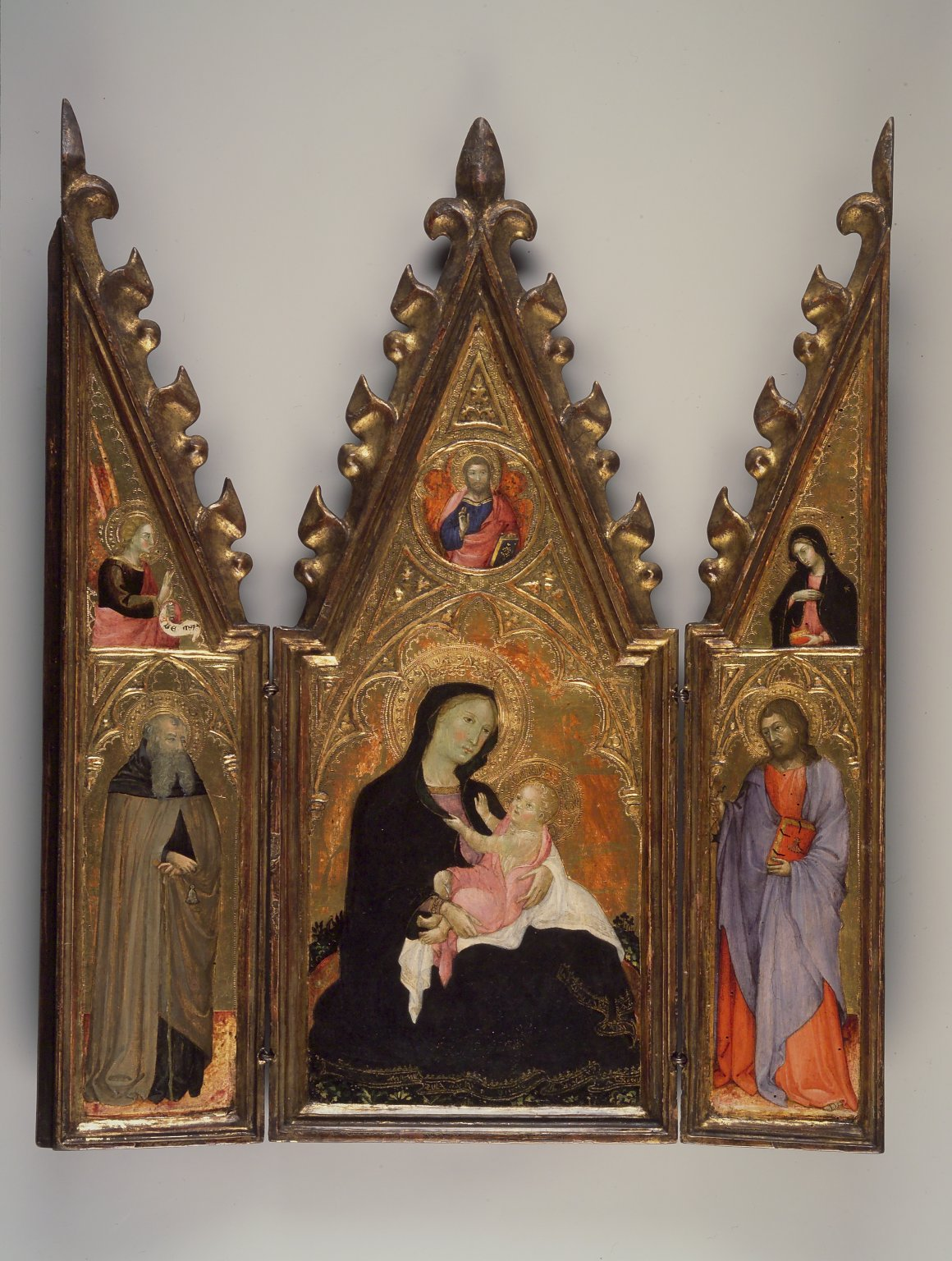
Мадонна смирення (переносний вівтар)

Андреа ді Бартоло (1360/70 — Сієна 1428) — італійський художник Сієнської школи, fl. 1389—1428.

## Життєпис
Він був єдиним з дев'яти дітей художника Бартоло ді Фреді, що вижив. Молодість він провів працюючи в майстерні свого батька, яка отримувала багато престижних замовлень, наприклад поліптих «Коронування Богоматері», який станом на 2010-і роки зберігається у Музеї релігійного мистецтва в Монтальчіно. Під час роботи на батька Андреа розробив власний стиль живопису.
Він також співпрацював з Лука ді Томме.
Він мав двох синів, що також були митцями — Джорджіо ді Андреа ді Бартоло (fl. 1409—1428) та Ансан ді Андреа ді Бартоло (fl. 1439—1480), який працював з Сано ді П'єтро над Книгою Хоралів для Сієнського собору. Він ймовірно був також наставником і самого Сано ді П'єтро.

## Творчість
Творчість Андреа ді Бартоло була продовженням творчості його батька, який відповідно використовував традиції Сієни, розпочаті Дуччо та Сімоне Мартіні. У своїй майстерні він виконав багато робіт, з яких частина збереглася та перебуває у музеях світу. Як і Мартіні, він досить далеко подорожував для виконання робіт для покровителів, включно з Марке, Венето та Тревізо.